# Шабельковка
Ша́бельковка (укр. Шабельківка) — посёлок в Донецкой области Украины. Подчиняется Краматорскому городскому совету. Находится в 4 километрах от Краматорска.

## География
Расположен на реке Маячка. Центр Шабельковского поселкового совета, в который, кроме Шабельковки, входят пгт Ясная Поляна, пгт Софиевка и пгт Александровка. Кроме того, в состав пгт Шабельковки входит посёлок совхоза им. Крупской, расположенный на два километра северней.
Площадь — 13,02 км². 289 га площади Шабельковки занимают леса. Географические координаты: 48° 45′ 39″ северной широты, 37° 29′ 17″ восточной долготы. Средняя высота над уровнем моря: 117 метров.

## История
Слобода Шабельковка была основана в 1758 году Иваном Прокофьевичем Шабельским. Название «Шабельковка» получено по фамилии помещиков Шабельских.
В 1788 году в Шабельковке был построен храм в честь святителя Николая Мирликийского. В 1885 году была открыта земская школа.
27 октября 1938 года Шабельковка получила статус посёлка городского типа.
Во время Великой Отечественной войны в 1941—1943 селение находилось под немецкой оккупацией.
В июне 2009 года к посёлку был подведён газопровод, который строился с 1980-х годов.

## Динамика численности населения
| 1795—1796 | 1851 | 1864 | 1897 | 1939 | 1959 | 1970 | 1976 | 1979 | 1989 | 1992 | 1999 | 2001 | 2014 |
| --------- | ---- | ---- | ---- | ---- | ---- | ---- | ---- | ---- | ---- | ---- | ---- | ---- | ---- |
| 730       | 298  | 789  | 1000 | 3200 | 6321 | 4348 | 4700 | 4694 | 5839 | 5700 | 4800 | 4354 | 4412 |

## Описание

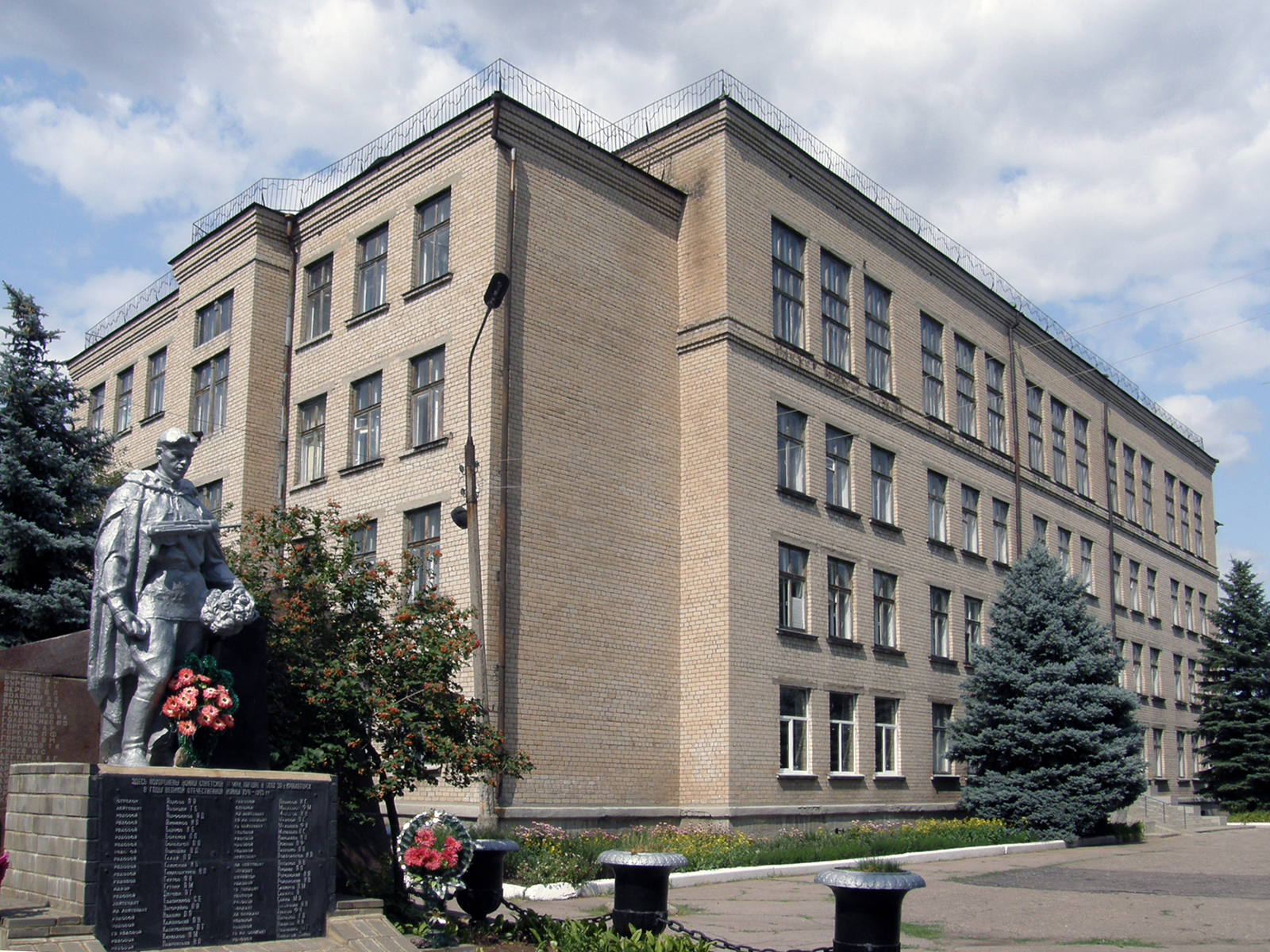
Школа № 32 и памятник на братской могиле красноармейцев

Памятники: братская могила красноармейцев по улице Полетаева, братская могила красноармейцев во дворе 32-й школы (построен 9 мая 1959, достроен в 1985 году).
Разведано Шабельковское месторождение, где добывается формовочный песок. Имеются плодопитомнический и овоще-молочный совхозы.